# NGC 5293
NGC 5293 is een spiraalvormig sterrenstelsel in het sterrenbeeld Ossenhoeder. Het hemelobject werd op 21 maart 1784 ontdekt door de Duits-Britse astronoom William Herschel.

## Synoniemen
- UGC 8710
- MCG 3-35-24
- ZWG 102.57
- PGC 48854